# Hamlet
 For alternative betydninger, se Hamlet (flertydig). (Se også artikler, som begynder med Hamlet)
The Tragedy of Hamlet, Prince of Denmark (dansk: Hamlet, Prins af Danmark) er et skuespil skrevet af William Shakespeare og udgivet i 1603. Det er et af de mest opførte og det mest citerede: "At være eller ikke at være: det er spørgsmålet" (Engelsk: "To be, or not to be: that is the question"). Originalsproget er engelsk.

## Handlingen
Prins Hamlet møder sin fars genfærd. Den døde konge fortæller, at han er myrdet og afkræver prinsen et løfte om hævn.
Morderen er Hamlets farbror Claudius, der har giftet sig med Hamlets mor, Gertrud, og deler magten med hende.
Stykket er en lang optrapning af intriger, der medfører alles død, bortset fra Hamlets ven Horatio og den norske prins Fortinbras, der overtager tronen og genindfører den kosmiske verdensorden.

## Baggrund
Kernen i historien er fra Saxo Grammaticus, som i sit værk Gesta danorum genfortæller sagnet om prins Amletus eller Amleth. Shakespeare har henlagt historien til Elsinore, dvs. Helsingør. Kronborg kaldes Hamlet's Castle. Fortællingen om dronningen, der sammen med sin elsker myrder og gør elskeren til konge, så sønnen taber sin ret til tronen, hvorefter sønnen tager hævn, er udbredt. Orestessagnet handler om dette, også i forbindelse med sindssygdom. Saxos gengivelse blev trykt i et fransk værk fra 1500-tallet, og allerede i 1589 forelå en Hamlet-tragedie, sandsynligvis skrevet af Thomas Kyd. Stykket blev opført i London i 1594, men i dag vides kun, at der optrådte et genfærd. Stykket er tabt, men Shakespeare har bygget sin version på det.
Shakespeare brugte navnene Rosencrantz og Guildenstern på de to adelsmænd, der følger prins Hamlet til England. Slægterne Rosenkrantz og Gyldenstierne var de mægtigste og rigeste i Danmark i 14-1500-tallet. Unge adelsmænd drog på dannelsesrejse til hoffer, universiteter og byer rundt om i Europa, og i 1592 besøgte to rejsefæller England Frederik Rosenkrantz og hans fætter Knud Gyldenstierne.
Shakespeare har måske haft kendskab til de to adelsslægter gennem astronomen Thomas Digges og hans korrespondance med Tycho Brahe. Shakespeare havde måske set portrættet af Brahe med sine tipoldeforældre Sophie Gyldenstierne og Erik Rosenkrantz. Brahe støttede et geocentrisk verdensbillede i en bog fra 1588. I Hamlet tilkalder kong Claudius to hofmænd for at hjælpe ham med en geocentrisk model. Den kommer Hamlet ind på med sin version af Digges' uendelige verdensbillede: "Jeg kunne være indespærret i et nøddeskal og regne mig som konge af det uendelige rum."

## "Murder most foul!"
Hamlet-opførelser kan koste liv. Mest dramatisk er opførelsen i New York 7.maj 1849, hvor den britiske tragedieskuespiller William Macready spillede hovedrollen og fik rådne æg, gamle sko og stole smidt op på scenen. Det skyldes, at den amerikanske skuespiller Edwin Forrest var taget af plakaten, fordi han under gæsteoptræden ved engelske teatre skarpt havde kritiseret Macreadys tolkning af Hamlet. Ca. 15.000 oprørte amerikanere stimlede sammen ved Astor Place Opera House, og borgermesteren måtte tilkalde militærpolitiet og lade det åbne ild mod mængden. Den aften døde mellem tyve og tredive.

## Betydende danske oversættelser
- Peter Foersom, 1811
- Edvard Lembcke, 1887
- Johs. Vald. Østerberg, 1900
- Johannes V. Jensen, 1937
- Kaj Munk, 1938
- Ole Sarvig, 1965
- Johannes Sløk, 1971
- Niels Brunse, 1997

## Opførelser
Den første danske teateropførelse af Hamlet var på Det Kongelige Teater i 1813.

## Udvalgte filmatiseringer
- Le duel d'Hamlet, 1900, instrueret af Clément Maurice med Sarah Bernhardt som Hamlet
- Hamlet, 1911, Instrueret af August Blom med Alwin Neuss som Hamlet
- Hamlet, 1948, instrueret af Laurence Olivier med Olivier selv som Hamlet (vinder af 4 oscars – bl.a. bedste film)
- Gamlet (1964), instrueret af Grigori Kozintsev med Innokenti Smoktunovskij som Hamlet og musik af Dmitrij Sjostakovitj
- Hamlet, 1990, instrueret af Franco Zeffirelli med Mel Gibson i rollen som Hamlet (nomineret til 2 oscars)
- Hamlet, 1996, instrueret af Kenneth Branagh med Branagh som Hamlet (to versioner) (nomineret til 4 oscars)

### Relaterede film
- To Be or Not to Be, 1942, instrueret af Ernst Lubitsch, komedie om kampen mod nazisternes besættelse af Polen under anden verdenskrigsom, med en opsætning af Hamlet på et polsk teater som omdrejningspunkt.
- To Be or Not to Be, 1983, genindspilning med Mel Brooks og Anne Bancroft, instrueret af Alan Johnson.
- Rosencrantz and Guildenstern Are Dead, 1990, af Tom Stoppard, som på mærkelig vis foregår ved siden af Hamlet. En lækkerbisken for kendere (og en kilde til forvirring for ikke-kendere)
- Amleto, 1994, erotisk version instrueret af Luca Damiano & Joe D’Amato med Christoph Clark som Hamlet og Sarah Young som Ophelia[6]
- Prinsen af Jylland, 1994, instrueret af Gabriel Axel med udgangspunkt i Saxo og med Christian Bale som Amled.